# Kartäuserkloster Mainz

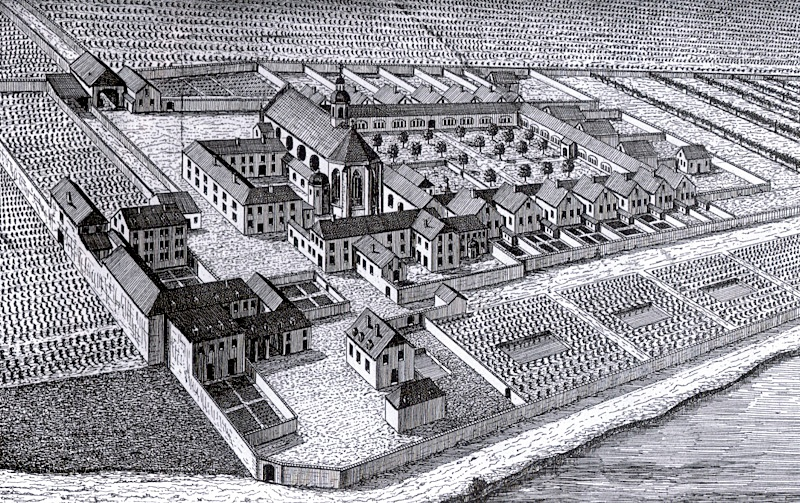
Das Kartäuserkloster Mainz im 18. Jahrhundert

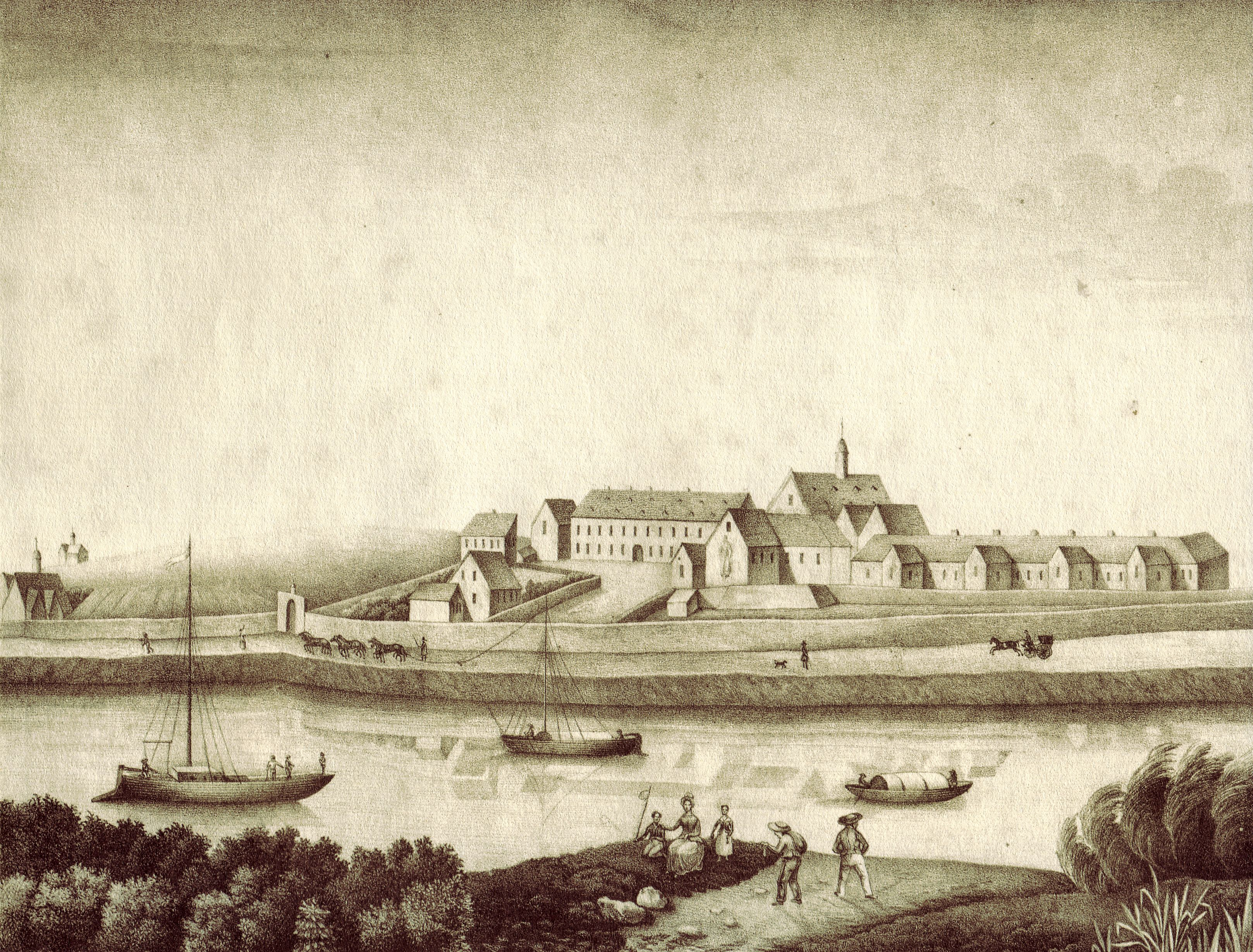
Die Kartause auf dem Michelsberg

Das Kartäuserkloster Mainz ist eine untergegangene Kartause in der rheinland-pfälzischen Landeshauptstadt Mainz, an die dort noch die Straße „Kartaus“ erinnert.

## Geschichte
Das Kartäuserkloster St. Michael lag auf dem Michelsberg in der heutigen Mainzer Oberstadt. Diesen Platz hatte Erzbischof Peter von Aspelt 1320 den Kartäusern zur gewünschten Errichtung eines Klosters angewiesen. Bereits 1324 war der Konvent bezugsfertig und wurde von Mönchen der Kartause St. Peterstal bei Kiedrich im Rheingau besiedelt. Den Bau der Kirche begann man 1330, sie wurde 1350 von Weihbischof Albert von Beichlingen konsekriert. Die Mainzer Kartause war die erste auf deutschem Boden. Kaiser Karl IV. nahm die Kartause 1361 in Schutz, stattete sie mit Privilegien aus und wies sie der Obhut des Reichsschultheißen von Oppenheim zu. 1434/35 wirkte hier Dominikus von Preußen, der Schöpfer des heutigen Rosenkranzgebetes, als Novizenmeister. Am 22. August 1552 fiel das Kloster, im Zweiten Markgrafenkrieg, den Zerstörungen des Markgrafen Albrecht II. Alcibiades von Brandenburg-Kulmbach zum Opfer. 1613 wiederaufgebaut überstanden die Gebäude den Dreißigjährigen Krieg und die Belagerung im Pfälzischen Erbfolgekrieg weitgehend unbeschadet. Bei letzterer hatten 1689 der Oberkommandierende, Herzog Karl von Lothringen, sowie Kurfürst Max Emanuel von Bayern und Kurfürst Johann Georg III. von Sachsen ihr Hauptquartier in den Klostergebäuden eingerichtet.
1712 trat Michael Welcken sein Amt als Prior an und führte die Kartause zu neuer Blüte. Er renovierte sämtliche Gebäude, ließ 1715 die Kirche prächtig ausmalen und ihren Chor mit wertvollen Hochaltären sowie von 1723 bis 1726 mit einem kunstvollen Gestühl, unter der Leitung des Hamburger Kunstschreiners Johann Justus Schacht, ausstatten. An der südlichen Seite des Kreuzganges stand die Kirche, gegenüber eine Kapelle, auf den anderen Seiten befanden sich 22 Zellentrakte der Mönche, wovon ein jeder aus Vorhaus, Stube, Küche, Speicher, Arbeitshaus, Keller und Garten bestand.
Kurfürst Friedrich Karl Joseph von Erthal ließ die Kartause am 24. August 1781 durch Papst Pius VI. aufheben. Das Klostervermögen wurde dem neu gegründeten Universitäts-Fonds überwiesen. Den versammelten Mönchen teilte man diesen Beschluss am 15. November des Jahres mit und sie konnten entweder in die Kartause Erfurt übersiedeln oder fortan als Weltpriester leben. 1788 kaufte der Kurfürst den Gesamtkomplex für 83.000 Gulden und ließ Kirche samt Kreuzgang, Kapelle und Wohngebäuden in den Jahren 1790 bis 1792 niederreißen. Das Gelände verband er mit dem benachbarten Garten seines Schlosses Favorite, das 1793 vollständig zerstört wurde.
Am ehemaligen Standort des Kartäuserklosters liegt jetzt die Straße Kartaus, wo es in Erinnerung an den Konvent seit 1912 auch einen „Brunnen Kartaus“ mit der Figur des Ordensgründers St. Bruno von Köln gibt.

## Bibliothek
Die Existenz einer Bibliothek kann für die Frühzeit des Kartäuserklosters nicht durch Quellen belegt werden, doch ist nach Kenntnis der Affinität des Ordens zum Buch, seiner unbedingten Schriftbezogenheit und der ausgeprägten Buchkultur davon auszugehen, dass spätestens in der 2. Hälfte des 14. Jahrhunderts ein eigener Bibliotheksraum innerhalb der Mainzer Kartause existiert hat. Der Ursprungsbestand an liturgischen Handschriften, Bibeln und Bibelkommentaren vermehrte sich in dieser Zeit durch Schenkungen von Wohltätern und durch mitgebrachten Buchbesitz der Brüder bei Ordenseintritt. Durch ihre Schreibtätigkeit vergrößerten die Mönche selber maßgeblich den Bestand.
Mit 624 Codices aus Mainzer Kartausenprovenienz liegt in der Wissenschaftlichen Stadtbibliothek Mainz eine bemerkenswert hohe Zahl überkommener Handschriften aus einer mittelalterlichen Bibliothek vor. Der herausragende Ensemblewert und die Bedeutung der hier enthaltenen Zeugnisse ordensspezifischer Frömmigkeit sind in der internationalen Forschung seit vielen Jahrzehnten bekannt. Eine Besonderheit innerhalb des Fonds bildet die kartäusische Laienbibliothek mit ca. 100 deutschsprachigen Handschriften vorwiegend aszetischen Inhalts für die Laienbrüder. 

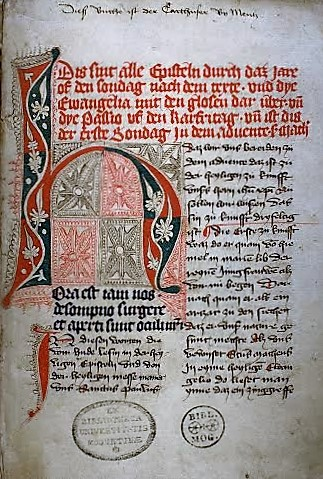
Plenar Hs I 93, fol. 1r; Wiss. Stadtbibliothek Mainz, Provenienz: Laienbibliothek der Mainzer Kartause

 Der hohe Stellenwert, den das Buch im Reformorden der Kartäuser genoss, spiegelt sich in der Sorgfalt beim Abschreiben von Texten und eigene Vorschriften für die Emendationstätigkeit bei Textkorrekturen. Dass sich daraus eine wichtige Funktion von Kartausehandschriften als verlässliche Vorlagen für den Buchdruck ergab, manifestierte sich auch in der Zusammenarbeit mit den frühen ortsansässigen Druckereien in der Gutenbergstadt Mainz. Einzigartigen Quellenwert für die spätmittelalterliche Bibliotheksverwaltung im Allgemeinen und für das Aufstellungssystem der Mainzer Kartausebibliothek hat der überlieferte Handschriftenkatalog von 1466/70, der durch einen weiteren Katalog aus dem frühen 16. Jahrhundert ergänzt wird. Katalog I gehört mit den Verzeichnissen der Baseler und Erfurter Kartause zu den umfangreichsten mittelalterlichen Bibliothekskatalogen.
Die Handschriften der Mainzer Kartause sind bereits zu einem großen Anteil katalogisiert; ihre Erschließung wird laufend fortgesetzt. Die Handschriften Hs I 1 - Hs I 490 sind in gedruckten Katalogen im Verlag Harrassowitz erschienen. Die laufende Katalogisierung erfolgt in Manuscripta Mediaevalia.
Die größten Streubestände aus der Provenienz der Mainzer Kartause befinden sich heute in Oxford (Laud) und in London (Arundel). Während des Dreißigjährigen Krieges gelangten sie über Archbishop William Laud an die Bodleian Library und durch Thomas Howard, Earl of Arundel an die British Library. Auch die Universitätsbibliothek Basel besitzt etliche Mainzer Kartausehandschriften. Der nach der Auflösung der Kartause 1781 dislozierte Bestand wird in einem DFG-Projekt an der Universitätsbibliothek Heidelberg wieder virtuell zusammengeführt werden: Bibliotheca Cartusiana Moguntina – digital. Virtuelle Kartausebibliothek Mainz. Im Mittelpunkt stehen dabei die in der Stadtbibliothek erhaltenen Codices.

## Erhaltenes Inventar

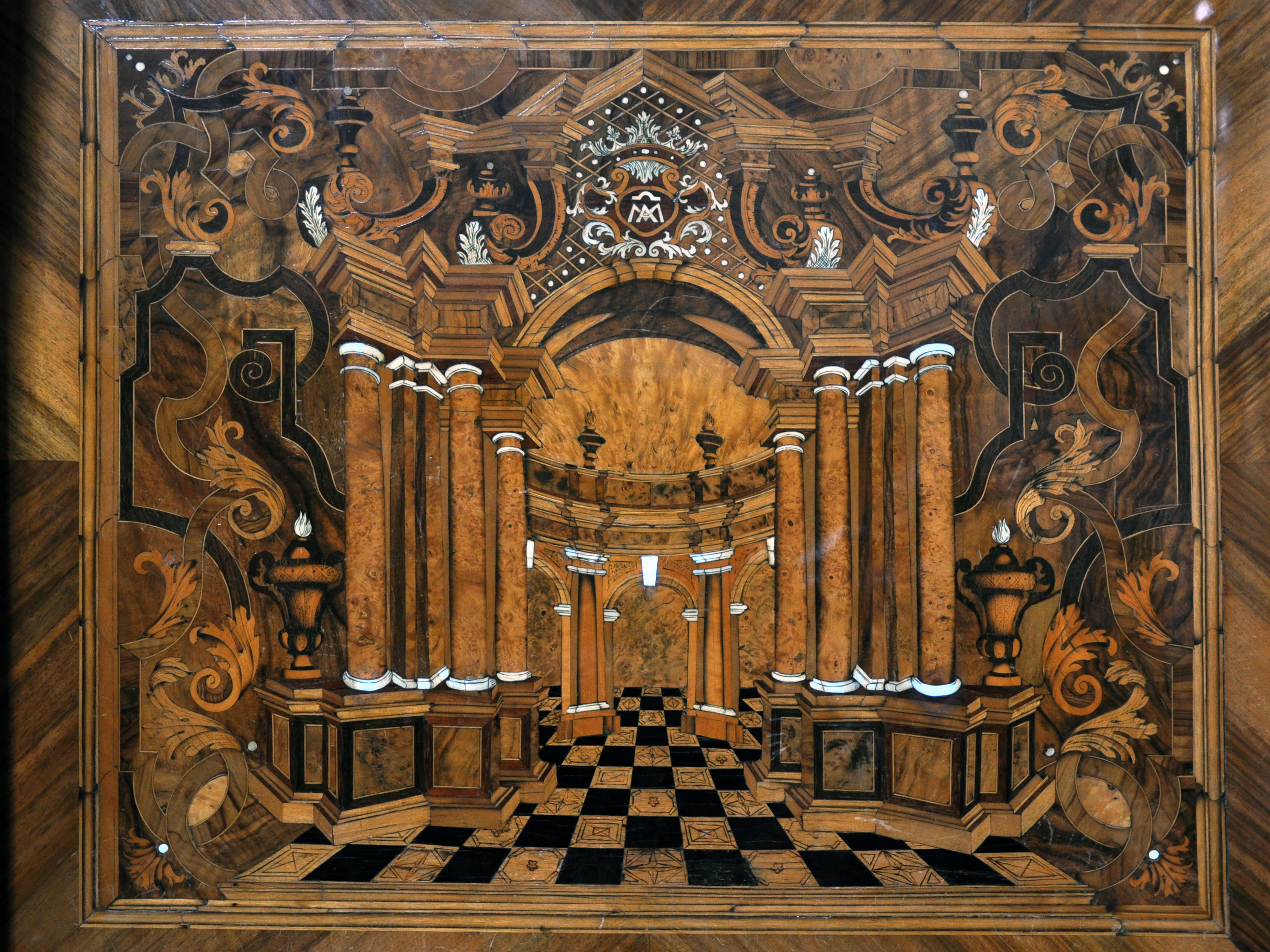
Intarsienbild vom ehemaligen Chorgestühl (heute im Trierer Dom)

Die drei barocken Hochaltäre der Mainzer Kartäuserkirche befinden sich heute in der Basilika St. Marcellinus und Petrus zu Seligenstadt. Der Hauptaltar wurde 1715 als Ziborienaltar von Maximilian von Welsch entworfen. Es handelt sich um einen auf Säulen ruhenden Baldachin, unten flankiert von den vier antiken Kirchenlehrern Hieronymus, Ambrosius von Mailand, Augustinus von Hippo und Papst Gregor dem Großen. Auf den Kämpferplatten sitzen Johannes der Täufer, St. Joseph mit Jesuskind, Rabanus Maurus, sowie St. Bonifatius.
Teile des intarsiengeschmückten Chorgestühls gelangten später in den Trierer Dom.
In der Kapelle von Burg Bischofstein bei Münstermaifeld befindet sich eine Intarsientür aus der Kartause Mainz.